# Liste der Pfarren im Dekanat Eisenstadt
Das Dekanat Eisenstadt war ein Dekanat der römisch-katholischen Diözese Eisenstadt.

## Pfarren mit Kirchengebäuden
| Ort                            | Patrozinium                 | Kirchengebäude                         | Bild |
| ------------------------------ | --------------------------- | -------------------------------------- | ---- |
| Eisenstadt                     | Hl. Martin                  | Dom St. Martin                         |      |
| Kleinhöflein im Burgenland     | St. Vitus (Hl. Veit)        | Pfarrkirche Eisenstadt-Kleinhöflein    |      |
| Eisenstadt                     | Mariä Heimsuchung           | Bergkirche Eisenstadt                  |      |
| Sankt Georgen am Leithagebirge | Hl. Georg                   | Pfarrkirche Eisenstadt-St. Georgen     |      |
| Großhöflein                    | Hl. Johannes d. Täufer      | Pfarrkirche Großhöflein, Antonikapelle |      |
| Hornstein                      | Hl. Anna                    | Pfarrkirche Hornstein                  |      |
| Leithaprodersdorf              | Hl. Maria Magdalena         | Pfarrkirche Leithaprodersdorf          |      |
| Loretto                        | Zur Unbefleckten Empfängnis | Basilika Maria Loretto                 |      |
| Müllendorf                     | Hl. Ägidius                 | Pfarrkirche Müllendorf                 |      |
| Neufeld an der Leitha          | Hl. Erzengel Michael        | Pfarrkirche Neufeld an der Leitha      |      |
| Steinbrunn                     | Zur Kreuzauffindung         | Pfarrkirche Steinbrunn                 |      |
| Stotzing                       | Hl. Johannes d. Täufer      | Pfarrkirche Stotzing                   |      |
| Wimpassing an der Leitha       | Zur Unbefleckten Empfängnis | Pfarrkirche Wimpassing an der Leitha   |      |
| Zillingtal                     | Hl. Petrus und Paulus       | Pfarrkirche Zillingtal                 |      |

## Dekanat Eisenstadt
Das Dekanat umfasste 14 Pfarren.
Dechanten
- 1941–1963 Michael Gangl, Stadtpfarrer in Eisenstadt
- 2012–2020 Martin Korpitsch[1], Propst- und Stadtpfarrer in Eisenstadt-Oberberg und Stadtpfarrer in Eisenstadt-Kleinhöflein